# إدموند جون جلين هووبر
إدموند جون جلين هووبر هو سياسي كندي، ولد في 7 يوليو 1818 في ديفون في المملكة المتحدة، وتوفي في 5 أكتوبر 1889 في غريتر ناباني في كندا. نشط حزبياً في حزب أونتاريو المحافظ التقدمي. وقد انتخب عضو برلمان مقاطعة أونتاريو ‏ وانتخب عضو مجلس العموم الكندي.